# Fabriciana alpiummixta
Fabriciana alpiummixta är en fjärilsart som beskrevs av Ruggero Verity 1936. Fabriciana alpiummixta ingår i släktet Fabriciana och familjen praktfjärilar. Inga underarter finns listade i Catalogue of Life.